# FRACTRAN
FRACTRAN è un linguaggio di programmazione esoterico Turing Completo inventato dal matematico John Conway.

## Struttura e Funzionamento di un programma FRACTRAN
Un programma FRACTRAN è formato da una lista  di frazioni positive e un numero intero positivo, usato come valore in input n. 
Il programma viene eseguito aggiornando n secondo le regole:
1. partendo dalla prima frazione della lista, quando si incontra la prima frazione f tale che nf è intero, sostituisce n con il valore nf
2. si ripete finché nessuna frazione produce un intero se moltiplicato per n, quindi arresta.

Le regole posso anche essere viste come pseudo codice:
```
run = true
while run
   run = false
   for f in fractions 
      if f * n è intero
         run = true
         n = f * n
      end
   end
end

```

Nello pseudo codice mostrato sopra fractions è la lista delle frazioni fornita in ingresso e la variabile n contiene il valore iniziale 
fornito in input al programma.
Il valore in output del programma, ossia il suo risultato, è il valore che assume la variabile intera n alla fine del programma.

### Gestione delle Variabili
Per ogni numero intero  n è possibile definire la sua scomposizione in fattori primi. Ad esempio:
{\displaystyle 72=2^{3}\times 3^{2}.}
FRACTRAN può essere visto come una macchina a registri in cui ogni fattore di n rappresenta un differente 
registro ed il suo esponente indica il valore immagazzinato all'interno del registro. Per comodità si 
definisce il registro rp come il registro rappresentato dal primo p. 
Nell'esempio si hanno due registri: {\displaystyle r_{2}}, contenente il valore 3, e {\displaystyle r_{3}}, contenente il valore 2. 
Ogni altro registro assume automaticamente il valore 0.
Un programma FRACTRAN è una lista di frazioni. Ogni frazione del programma è un'istruzione condizionale di maggiore o uguale che opera sua alcuni registri, ossia 
quelli indicati nella fattorizzazione del denominatore, 
ed in caso positivo procede a decrementare i registri legati ai fattori del denominatore ed incrementare i registri legati ai fattori nel numeratore di f. 
Si noti che se almeno uno dei registri nel denominatore ha un valore maggiore di uno dei registri nella variabile n il prodotto nf non risulta intero 
e quindi viola la condizione dell'aggiornamento della variabile.
Ad esempio la frazione:
{\displaystyle f={\frac {35}{18}}={\frac {5\times 7}{2\times 3^{2}}}}
Controlla che i registro {\displaystyle r_{2}} abbia valore maggiore o uguale ad 1 e che il registro {\displaystyle r_{3}} abbia valore maggiore o uguale a 2. 
In caso positivo il registro {\displaystyle r_{2}} viene decrementato di una unità,  {\displaystyle r_{3}} viene decrementato di 2 unità,  {\displaystyle r_{5}} ed 
{\displaystyle r_{7}} vengono entrambi incrementati di una unità.
Nel caso di n = 72 si ha:
{\displaystyle n\times f=72\times {\frac {35}{18}}=2^{3}\times 3^{2}\times {\frac {5\times 7}{2\times 3^{2}}}=2^{2}\times 5\times 7=140}
È interessante notare che:
- Ogni volta che una variabile supera un controllo essa è automaticamente decrementata
- Non è possibile testare ed incrementare una variabile in una sola istruzione. In tal caso la frazione non sarebbe ridotta ai minimi termini e le componenti del numeratore e del denominatore andrebbero a compensarsi.
- Non è possibile controllare direttamente se una variabile abbia valore 0 Tuttavia è possibile effettuare un controllo indiretto inserendo una condizione di default in fondo alla lista.

### Un esempio
Conway, 1987 mostra come esempio il seguente programma per calcolare i numeri primi:
{\displaystyle \left({\frac {17}{91}},{\frac {78}{85}},{\frac {19}{51}},{\frac {23}{38}},{\frac {29}{33}},{\frac {77}{29}},{\frac {95}{23}},{\frac {77}{19}},{\frac {1}{17}},{\frac {11}{13}},{\frac {13}{11}},{\frac {15}{2}},{\frac {1}{7}},{\frac {55}{1}}\right)}
Con il valore iniziale {\displaystyle n=2}.
Il programma genera la successione di numeri:
- 2, 15, 825, 725, 1925, 2275, 425, 390, 330, 290, 770, ...

Questa sequenza contiene, oltre a 2 le potenze prime di due:
{\displaystyle 2^{2}=4,\,2^{3}=8,\,2^{5}=32,\,2^{7}=128,\,2^{11}=2048,\,2^{13}=8192,\,2^{17}=131072,\,2^{19}=524288,\,\dots }